# Знак плюс-минус
Знак плюс-минус ({\displaystyle \pm }) — математический символ, который ставится перед некоторым выражением и означает, что значение этого выражения может быть как положительным, так и отрицательным. Часто используется, например, для указания:
- пределов изменения каких-либо параметров;
- инструментальной точности измерения физической величины;
- ожидаемого разброса значений статистически измеренного параметра (стандартная ошибка);
- интервала значений результата в приближённых математических вычислениях.

## Примеры
Пример 1: 
- Фраза «напряжение в сети должно быть 220 ± 4,5 вольт» означает, что напряжение должно быть в диапазоне от 215,5 до 224,5 вольт.
- Фраза «погрешность хода этой модели часов составляет не более {\displaystyle \pm 2} сек за сутки» означает, что ошибка часов, в ту или иную сторону, не превышает 2 сек за сутки.

Пример 2, где символ «плюс-минус» надо понимать буквально, как указание альтернативы из двух вариантов — известная формула для вычисления двух корней квадратного уравнения {\displaystyle ax^{2}+bx+c=0}:
{\displaystyle \displaystyle x={\frac {-b\pm {\sqrt {b^{2}-4ac}}}{2a}}.}
Эта формула — компактная запись, объединяющая формулы для первого и второго корня:
{\displaystyle \displaystyle x_{1}={\frac {-b+{\sqrt {b^{2}-4ac}}}{2a}};\quad x_{2}={\frac {-b-{\sqrt {b^{2}-4ac}}}{2a}}}
Пример 3, аналогичный второму, тригонометрический:
{\displaystyle \sin(x\pm y)=\sin(x)\cos(y)\pm \cos(x)\sin(y)}
Пример 4. Здесь истолкование символа плюс-минус иное: надо выбрать знак одночлена в зависимости от его номера в ряду:
{\displaystyle \sin \left(x\right)=x-{\frac {x^{3}}{3!}}+{\frac {x^{5}}{5!}}-{\frac {x^{7}}{7!}}+\cdots \pm {\frac {1}{(2n+1)!}}x^{2n+1}+\cdots }

## История
Знак плюс-минус появился у Альбера Жирара (1626), который записывал этот символ следующим образом: {\displaystyle {\boldsymbol {{\underset {-}{\overset {+}{\operatorname {\scriptscriptstyle ou} }}}\ \ }}} (французское слово ou в переводе означает «или»). Современный вид символу придал Уильям Отред в 1631 году.

## Знак минус-плюс
У знака плюс-минус есть вариант: знак минус-плюс ({\displaystyle \mp }). Он используется совместно с одним или несколькими знаками плюс-минус и означает, что знаку плюс в плюс-минусе строго соответствует знак минус в минус-плюсе, и обратно. Пример:
{\displaystyle \cos(x\pm y)=\cos x\cos y\mp \sin x\sin y}
Это компактная запись двух формул:
{\displaystyle \cos(x+y)=\cos x\cos y-\sin x\sin y;~\cos(x-y)=\cos x\cos y+\sin x\sin y}
Иногда подобным образом используют другие знаки, например более-менее {\displaystyle \gtrless }: выражение
{\displaystyle a\gtrless b\mp \varepsilon }
означает два неравенства
{\displaystyle a\geqslant b-\varepsilon \quad } и {\displaystyle \quad a\leqslant b+\varepsilon .}

## Другие случаи употребления
В шахматной нотации символ ± означает, что после соответствующего хода преимущество имеют белые, а символ ∓ — что преимущество у чёрных.

## Кодировка
| Символ               | Код в Юникоде | Название в Юникоде | Название          | HTML шестн. | HTML десят. | HTML обозн. |
| -------------------- | ------------- | ------------------ | ----------------- | ----------- | ----------- | ----------- |
| {\displaystyle \pm } | U+00B1        | Plus-minus sign    | Символ плюс-минус | &#x00B1;    | &#177;      | &plusmn;    |
| {\displaystyle \mp } | U+2213        | Minus-or-Plus sign | Символ минус-плюс | &#x2213;    | &#8723;     |             |

- В ISO 8859-1 символ плюс-минус имеет код 0xB1.
- В TeX знаки плюс-минус и минус-плюс кодируются как \pm и \mp соответственно.
- В системе Microsoft Windows для ввода символа плюс-минус можно, прижав клавишу Alt, ввести на цифровой клавиатуре число 0177.
- В системах Linux/Unix сформировать символ плюс-минус можно последовательностью compose +- или одновременным нажатием клавиш ⇧ ShiftAltGr9.
- На компьютерах Макинтош плюс-минус кодируется вводом символов ⌥ Option ⇧ Shift = .
- В AutoCAD: %%p.